# NGC 2678
NGC 2678 est un amas ouvert situé dans la constellation du Cancer. Il a été découvert par l'astronome germano-britannique William Herschel avant l'année 1784.